# La Maquinista (centre comercial)
El centre comercial La Maquinista està situat al barri del Bon Pastor del districte de Sant Andreu de Barcelona.

## Història i descripció
Va ser inaugurat el 14 de juny de 2000. Compta amb més de 250.000 m² de superfície construïda, dels quals 91.700 m² estan destinats al comerç i oci, i 30.000 m², a espais oberts com avingudes i places. Amb 242 botigues i 2.800 empleats, és el més gran de Catalunya i un dels majors d'Espanya. Disposa de 3 nivells (plantes alta, carrer i baixa) i dos aparcaments gratuïts: un de subterrani de dues plantes i un altre, exterior, que sumen un total de 5.500 places d'estacionament.
El 2012, prop de 15 milions de persones van visitar el recinte, un 3,5% més respecte l'any anterior, i va facturar un total de 390 milions d'euros.